# おはよう6
『おはよう6』（おはようシックス）は、1983年10月から1992年3月まで朝日放送で放送された、近畿圏向けの早朝の情報番組である。

## 概要
放送時間は月曜から金曜の朝6時から7時まで。キー局のテレビ朝日が早朝のニュース枠を改編した1987年10月からは、5時55分から6時30分までの放送となる（後に5時50分開始）。
現在でも続く朝の情報ワイド番組『おはよう朝日です』の成功を受けて、朝日放送が手掛けた朝の生番組の第2弾、関西地区で午前6時スタートの情報番組は当時初の試みだった。大阪駅前にある「アクティ大阪」のサテライトスタジオ「ABCエキスタ」を使って生放送が行われた。後に『おはよう朝日です』と同じ、大阪タワーに設けられた「スカイスタジオ」からの放送となったが、1986年頃からは、朝日放送本社内のABCホールから放送された。ただし、すぐ後の番組『おはよう朝日です』と同じ副調整室を使っていたため、6時15分には、副調整室を明け渡す必要があった。そこで、放送上は生の形をとりながら、6:15 - 6:30までは事前に収録された録画を放送していた時期もあった。よく見ると、前半と後半で髪型が違っていたり、服装が違っていたりすることもしばしばあった。また収録は、何本録りかで行われていたため、占いボードの張り替えを忘れて、前日と全く同じ運勢が発表されたこともあった。
後に「おはよう朝日です」の放送時間までに、テレビ朝日から全国ニュースを挟むようになり、放送枠の全てが生放送となった。
また、夏の高校野球の期間は事前に収録された番組を放送していた時期があった。
番組は朝のニュース、天気予報、スポーツニュース、交通情報のほか、ゲストを迎えてのトークや旅の情報、占いなどのコーナーがあった。また、ABCの映像資料から、その日に発生した過去の出来事を放送する「あの日あの時」というコーナーもあった。
エキスタからの放送時代には、毎朝マリンバ（木琴）とエレクトーンの生演奏によるセッションも放送するなど、ユニークな企画が放送された。
なお、全国高等学校野球選手権大会の期間中は夏休みと重なることもあり、番組は事前収録の形で放送。通常のスタジオではなく朝日放送テレビのエリア（近畿2府4県、徳島）以外の沖縄のビーチや、三重県の合歓の里などで収録し、観光情報などを中心に放送された。
1992年、天気予報に重点を置いた情報番組『Oh!天気』に譲り、番組が終了。その後も『おはよう天気です』『おはようコールABC』と、早朝の時間の情報ワイド番組は継続されている。

## 出演者
- 中原秀一郎（当時朝日放送アナウンサー／初代キャスター）
- 八平恵美子（フリーアナウンサー／初代キャスター）
- 岩下隆（当時朝日放送アナウンサー／二代目キャスター）
- 西村隆子（フリーアナウンサー／二代目キャスター）
- 桂九雀（落語家／三代目キャスター）
- 岡本洋（当時朝日放送アナウンサー／三代目キャスター）
- 柏原一風（占い師／占いコーナー担当）
- 桂雀松（落語家／四代目キャスター）
- 相澤睦子（マリンバ奏者／音楽コーナー）
- 清重浩子（エレクトーン奏者／音楽コーナー）